# Scooby-Doo și Sabia Samuraiului
Scooby-Doo și Sabia Samuraiului (engleză Scooby-Doo! and the Samurai Sword) este al treisprezecelea din seria de filme animate direct-pe-video bazate pe desenul animat Scooby-Doo. Este una dintre puținele aventuri ale lui Scooby-Doo în care răufăcătorul este de origine pur supranaturală. În Statele Unite au fost vândute 163.890 de copii ale acestui DVD în prima sa săptămână iar din ianuarie 2014 au fost vândute aproximativ 524.725.
Acesta este ultimul film făcut în stilul serialului Ce e nou, Scooby-Doo?, iar Casey Kasem îl joacă pentru ultima oară pe Shaggy înainte să moară datorită scăderii de sănătate.
Acesta a rulat și în România pe Cartoon Network (în cadrul lui Cartoon Network Cinema).

## Premis
Cei doi pierde-vară, Scooby-Doo și Shaggy, trebuie să pună “chi” în “muchie” pentru a rezolva cel din urmă mister al artelor marțiale. Echipa deslușitorilor de mistere pleacă acum pe urmele unei comori transcontinentale ce îi va ajuta să rezolve o serie de ghicitori antice. Ei luptă împotriva răzbunatorului Samurai Negru și a Luptătorilor-Fantomă spectrali pentru a obține vechea Sabie a Destinului, o lamă despre care se spune că are puteri neobișnuite. Pe drum, Scooby-Doo și Shaggy sunt îndoctrinați de un neobișnuit Maestru al Suliței care îi învață Bushido, codul Samurailor. Calitățile lor sunt repede testate de o armată de roboți ninja ce par de neoprit. În cele din urmă, gașca grăbită descoperă că Bushido, crez ce pune accent pe loialitate, onoare și curaj, deține cheia misterului.

## Legături externe
- Scooby-Doo și Sabia Samuraiului la Internet Movie Database
- Site web oficial